# Władysław Wandor
Władysław Wandor (ur. 23 listopada 1914 w Krakowie, zm. 28 listopada 2005 w Krakowie), kolarz polski, mistrz Polski w kolarstwie szosowym i torowym, trener kadry narodowej.
Startował w barwach klubów krakowskich – Cracovii, Garbarni, RKS Legii, Związkowca i Korony. Zdobył cztery tytuły mistrza Polski; w kolarstwie szosowym triumfował w wyścigu górskim (1939) i drużynowym (1952), w kolarstwie torowym w wyścigu dystansowym (1938) i drużynowym (1946). Uczestniczył w trzech edycjach Wyścigu Pokoju (1948, 1949, 1950).
Pozostał związany z kolarstwem po zakończeniu kariery zawodniczej. W latach 50. i 60. był trenerem kadry narodowej Polski. Doprowadził polski zespół do 5. miejsca w wyścigu drużynowym mistrzostw świata (1962), za jego kadencji trenerskiej Stanisław Królak wygrał jako pierwszy Polak Wyścig Pokoju (1956). Wykształcił swojego następcę w roli trenera kadry, Henryka Łasaka.
Zmarł w wieku 91 lat, został pochowany na cmentarzu Rakowickim w Krakowie.